# Diplura fasciata
Diplura fasciata är en spindelart som först beskrevs av Philipp Bertkau 1880.  
Diplura fasciata ingår i släktet Diplura och familjen Dipluridae. Inga underarter finns listade i Catalogue of Life.